# Gare de Port-de-Gagnac
La gare de Port-de-Gagnac, dite aussi gare de Lavergne, est une gare ferroviaire française, de la ligne de Souillac à Viescamp-sous-Jallès, située au hameau de Lavergne, près de Port-de-Gagnac sur le territoire de la commune de Gagnac-sur-Cère, dans le département du Lot en région Occitanie.
Elle est mise en service en 1891 par la Compagnie du chemin de fer de Paris à Orléans (PO) et fermée vers 1960 par la Société nationale des chemins de fer français (SNCF).

## Situation ferroviaire
Établie à 150 mètres d'altitude, la gare de Port-de-Gagnac est située au point kilométrique (PK) 657,587 de la ligne de Souillac à Viescamp-sous-Jallès, entre les gares de Bretenoux - Biars et de Laval-de-Cère.

## Histoire
La gare de Port-de-Gagnac est mise en service le 11 mai 1891 par la Compagnie du chemin de fer de Paris à Orléans (PO), lorsqu'elle ouvre à l'exploitation la section de Saint-Denis-près-Martel à Viescamp-sous-Jallès,.
En 1896, la Compagnie du PO indique que la recette de la gare pour l'année entière est de 5 458 francs.
Les habitants l'appelaient plutôt « gare de Lavergne », du nom du hameau où elle est établie. La commune a demandé sans succès de lui adjoindre une gare de marchandises pour écouler plus facilement les fruits qui s'y entassaient en nombre, au moment des expéditions, occasionnant des retards aux trains de voyageurs.
La SNCF ferme la gare vers 1960.

## Service des voyageurs
Gare fermée au service des voyageurs.

## Patrimoine ferroviaire
L'ancien bâtiment désaffecté est devenu une habitation privée.